# 安盖拉·杜加利奇
安盖拉·杜加利奇（2001年12月29日—），美国、塞尔维亚女子篮球运动员，司职大前锋。她曾代表塞尔维亚国家队参加2020年夏季奥林匹克运动会篮球比赛，获得第4名。